# Drummondita fulva
Drummondita fulva är en vinruteväxtart som beskrevs av A.S.Markey & R.A.Meissn.. Drummondita fulva ingår i släktet Drummondita och familjen vinruteväxter. Inga underarter finns listade i Catalogue of Life.